# Georg Krause (Kameramann)
Georg Krause (* 15. April 1901 in Berlin; † 3. Januar 1986 in Garmisch-Partenkirchen) war ein deutscher Kameramann.

## Leben
Nach seiner Zeit am Gymnasium begann Krause als Laborant in einem Kopierwerk. Anfang 1917 wurde er Kameraassistent bei dem dänischen Kameramann Axel Graatkjaer. Bereits 1922 war er dessen Co-Kameramann, als Chefkameramann konnte er sich erst mit Beginn des Tonfilmzeitalters etablieren. Nach einigen Kurzfilmen fotografierte er in den 1930er und 1940er Jahren bis Kriegsende zahlreiche Unterhaltungsfilme.
Ab 1948 konnte er seine Arbeit fortsetzen und zeichnete bei der Komödie Unser Mittwochabend auch als Co-Regisseur verantwortlich. Er drehte weiterhin ausschließlich Schwarzweißfilme, darunter zwei Teile der 08/15-Trilogie und den preisgekrönten Thriller Nachts, wenn der Teufel kam (1957). Krause kam vorwiegend bei unsentimentalen, in der Zeit des Nationalsozialismus oder in der Gegenwart spielenden Projekten zum Einsatz, darunter auch den beiden amerikanischen Produktionen Ein Mann auf dem Drahtseil (1952) und Wege zum Ruhm (1957). Seine berufliche Laufbahn beendete er Mitte der 1960er-Jahre mit einigen Fernsehproduktionen.
Georg Krause war zeitweise Vorsitzender des Clubs Deutscher Kameramänner und Vizepräsident der Deutschen Union der Filmschaffenden. Er war verheiratet und Vater von zwei Töchtern.

## Filmografie
- 1922: Der Absturz
- 1926: Kopf hoch, Charly!
- 1928: Kameradschaftsehe (Kamarádské manzelotvi)
- 1929: Schande (Hanba)
- 1930: Im Kampf mit der Unterwelt
- 1933: Wege zur guten Ehe
- 1934: Die beiden Seehunde
- 1935: Die selige Exzellenz
- 1936: Arzt aus Leidenschaft
- 1936: Diener lassen bitten
- 1936: Port Arthur
- 1937: Revolutionshochzeit
- 1937: Der Biberpelz
- 1937: Abenteuer in Warschau
- 1938: Es leuchten die Sterne
- 1938: Zwei Frauen
- 1938: Verliebtes Abenteuer
- 1938: Geheimzeichen LB 17
- 1939: Verwandte sind auch Menschen
- 1939: D III 88
- 1940: Der Sündenbock
- 1940: Kampfgeschwader Lützow
- 1940: Die letzte Runde
- 1941: Krach im Vorderhaus
- 1941: Vom Schicksal verweht
- 1942: Diesel
- 1943: Musik in Salzburg
- 1943: Der verzauberte Tag
- 1944: Der grüne Salon
- 1948: Unser Mittwochabend (auch Ko-Regie)
- 1948: Berliner Ballade
- 1949: Schicksal am Berg
- 1950: Kronjuwelen
- 1950: Herzen im Sturm
- 1951: Primanerinnen
- 1951: Das ewige Spiel
- 1951: Wenn die Abendglocken läuten
- 1952: Mönche, Mädchen und Panduren
- 1952: Ein Mann auf dem Drahtseil (Man on a Tight-Rope)
- 1953: Von Liebe reden wir später
- 1953: Die Nacht ohne Moral
- 1953: Drei, von denen man spricht (Glück muß man haben)
- 1954: Hochzeitsglocken
- 1954: Phantom des großen Zeltes
- 1955: 08/15 Zweiter Teil
- 1955: 08/15 in der Heimat
- 1956: Vater macht Karriere
- 1956: Auf Wiedersehn am Bodensee
- 1957: Nachts, wenn der Teufel kam
- 1957: Wege zum Ruhm (Paths of Glory)
- 1958: Der Arzt von Stalingrad
- 1958: Taiga
- 1959: Dorothea Angermann
- 1959: Kriegsgericht
- 1959: Geheimaktion Schwarze Kapelle
- 1959: Die Nackte und der Satan
- 1959: Die Wahrheit über Rosemarie
- 1959: Ein Toter hing im Netz
- 1960: Endstation Rote Laterne
- 1960: Kirmes
- 1960: Der Satan lockt mit Liebe
- 1960: Die Insel der Amazonen
- 1960: Flitterwochen in der Hölle
- 1961: Treibjagd auf ein Leben
- 1961: Das Mädchen mit den schmalen Hüften
- 1962: Wenn beide schuldig werden
- 1962: Haß ohne Gnade
- 1962: Tunnel 28
- 1963: Begegnung in Salzburg
- 1964: Die Zeit der Schuldlosen
- 1965: Oberst Wennerström (Fernsehfilm)
- 1966: Der Mann, der sich Abel nannte (Fernsehfilm)
- 1967: Das Kriminalmuseum (TV-Krimireihe, zwei Folgen)

## Auszeichnungen
- 1958: Filmband in Gold für seine Kameraführung bei Nachts, wenn der Teufel kam
- 1982: Filmband in Gold für langjähriges und hervorragendes Wirken im deutschen Film